# Jeanette Gardner
Jeanette Gardner, född 11 augusti 1953 i S:t Matteus församling, Stockholm, är en svensk skribent och författare.
Hon har gett ut 7 böcker, 4 på svenska och 3 på engelska. Gardner har bland annat arbetat inom Bonnierkoncernen och den amerikanska koncernen IIR, Institute for International Research i Sverige och ett flertal andra länder.  Hon har även arbetat för tidningen Chef som fast frilans i flera år, och arbetar sedan 18 år i eget företag. Jeanette Gardner är idag chefredaktör för Vinjournalen.se.
Gardner är marknadsekonom och initiativtagare till nätverket Bizwoman.nu som startades år 2000 och samlade 11 300 yrkesverksamma kvinnor inom chefsbefattning i Skandinavien. Nätverket såldes 2011. I en enkät som gjordes bland Stockholms Kvinnliga Studenter KTH 2001 rankades hon bland Sveriges 50 intressantaste affärskvinnor.
Hon är dotter till skådespelaren John Elfström och Maria Heinrich (ogift Küpper), med artistnamnet Mia Goldi som sångerska, dragspelsvirtuos och som bland annat turnerade med Simon Brehms orkester.